# 花拉·科茜
法拉·佛西（1947年2月2日—2009年6月25日），美國演員。
她在美國電視劇《霹靂嬌娃》中飾演私家偵探職員，以一頭金色捲髮及陽光的笑容最經典，成為1970年代的性感偶像。而她當年的髮型被稱為法拉頭。
法拉頭的故事
1976年，有位美國德州大學畢業的美女被知名海報公司Pro Arts看中，拍了一張前無古人、後無來者的性感泳裝海報，
這張海報既無裸露，但是卻意外地一炮而紅、在70年代末期光在美國就賣了1200萬張（僅計算正版），幾乎當時大部分美國男孩的房間都掛著這張海報。
海報中穿著紅色泳裝、面露燦爛笑容的女生叫做法拉佛西（Farrah Fawcett），不過大家所矚目之焦點並不在於她的臉蛋或是身材，
而是她那蓬鬆、奔放、多層次的新潮髮型，所以這種髮型從此就稱為「法拉頭」，成為過去一百年少數以人為名的女性髮型（另外一種是赫本頭）。
當法拉佛西的海報開始熱賣之後，她就被美國電視大亨：史貝林相中，主演「霹靂嬌娃（Charlie's Angels）」，讓她在短短一年之內就成為擁有全球知名度的巨星，
不過法拉佛西也許被名利衝昏頭了，她只演出了29集霹靂嬌娃之後就決定辭演、轉戰大螢幕。
儘管法拉佛西在影壇的成績並不怎麼樣，但是大家就是永遠也忘不掉她的招牌髮型：法拉頭，
紐約時報就稱法拉頭是「藝術之作，女性解放第一階段的象徵，呈現堅強、自信和快樂。」，GQ雜誌也說法拉頭是50年來最具影響力的女性藝術品。
在法拉佛西之前，女性的髮型向來是直髮當道，但是「法拉頭」卻在世界各地掀起捲髮革命、大波浪風潮、所有女生都爭相模仿、直呼：「給我法拉頭，其餘免談！」。
其實法拉頭並不是放諸四海皆準。因為法拉頭原本只適合髮質稍硬、髮長在肩膀下五公分左右的高個子女生，不過由於法拉頭太受歡迎，
所以全球的髮型設計師就紛紛研發出改良版法拉頭，讓個子比較矮、髮質比較軟的女生也能擁有法拉頭，其中日本玉女紅星：中森明菜的髮型就是改良版法拉頭之翹楚。

## 生平
花拉·科茜在美國德克薩斯州科珀斯克里斯蒂出生。曾經入讀德克薩斯州大學奧斯汀分校。
與男星雷恩·歐尼爾交往27年，兩人並未完婚，且育有一子。兩人已論及婚嫁，但未及婚禮之日，便撒手人寰。
2009年，花拉·科茜因癌症去世，享壽62歲。她去世的同一天，美國歌手麥可·傑克森在几个小时后也离开了人世。兩個人的死訊也迅速引起媒体的关注。
她離開人世後，一群好友接手她於2007年一手創立的同名基金會，在美國各地進行防治癌症的宣導和推廣。

## 外部連結
- 花拉·科茜在互联网电影资料库（IMDb）上的資料（英文）